# Dennis Horner
Dennis Horner (nacido el 5 de febrero de 1988 en Linwood, Nueva Jersey) es un exjugador de baloncesto estadounidense que, con 2,06 metros de estatura, jugaba en la posición de alero.

## Trayectoria deportiva

### Universidad
Jugó durante cuatro temporadas con los Wolfpack de la Universidad Estatal de Carolina del Norte, en las que promedió 6,8 puntos y 2,9 rebotes por partido. En su última temporada promedió 24 puntos y 7 rebotes en los dos partidos que su equipo disputó del NIT.

### Profesional
Tras no ser elegido en el Draft de la NBA de 2010, firmó con el RBC Verviers-Pepinster de la liga belga, pero no llegó a disputar ningún partido, fichando posteriormente por el Omonia BC de la liga chipriota.
Al año siguiente fue elegido en el puesto 47 del draft de la NBA D-League por los Springfield Armor, Allí jugó una temporada en la que promedió 17,0 puntos y 9,7 rebotes por partido, En el mes de enero, tras haber disputado la pretemporada con los New Jersey Nets, fichó por dicho equipo, con los que únicamente disputó ocho partidos en los que anotó cinco puntos, regresando posteriormente a los Armor, equipo afiliado a los Nets. al término de la temporada fue incluido en el tercer mejor quinteto de la NBA Development League.
En octubre de 2012 fichó por los Artland Dragons de la Basketball Bundesliga, con los que disputó seis partidos en los que promedió 8,5 puntos y 6,5 rebotes, regresando nuevamente a Springfield, donde acabó la temporada con unos promedios de 11,9 puntos y 6,5 rebotes.
[actualizar]
En 2018 firmó por el Instituto de Córdoba de Argentina.

## Estadísticas de su carrera en la NBA

### Temporada regular
| Temporada | Edad | Equipo          | Liga | Pos. | P | TIT | MIN | TC  | TCA | %TC  | 3P  | 3PA | %3P  | TL  | TLA | %TL  | R.OF. | R.DEF. | REB | ASIS | ROB | TAP | PER | FP  | PTS |
| 2011-12   | 23   | New Jersey Nets | NBA  | PF   | 8 | 0   | 2.8 | 0.1 | 0.5 | .250 | 0.0 | 0.1 | .000 | 0.4 | 0.5 | .750 | 0.3   | 0.4    | 0.6 | 0.0  | 0.0 | 0.0 | 0.1 | 0.1 | 0.6 |
| Total     |      |                 | NBA  |      | 8 | 0   | 2.8 | 0.1 | 0.5 | .250 | 0.0 | 0.1 | .000 | 0.4 | 0.5 | .750 | 0.3   | 0.4    | 0.6 | 0.0  | 0.0 | 0.0 | 0.1 | 0.1 | 0.6 |